# Каракалпакстан
Респу́блика Каракалпакста́н (каракалп. Qaraqalpaqstan Respublikası; узб. Qoraqalpogʻiston Respublikasi) или Каракалпакстан (каракалп. Qaraqalpaqstan, узб. Qoraqalpogʻiston), иногда Каракалпа́кия — суверенная республика в составе Узбекистана. Согласно национальному законодательству имеет право выхода из состава Узбекистана.  
Столица и крупнейший город — Нукус. Названа по народу — каракалпакам.  
Население по состоянию на начало 2024 года — 2 015 000 человек. В республике два официальных языка — каракалпакский и узбекский.

## Этимология
Название Каракалпакстан происходит от этнонима каракалпаки и продуктивного топонимического форманта -стан, с помощью которого образуются названия стран и местностей проживания народа, указанного в первой части топонима.

## География
Республика Каракалпакстан расположена на северо-западе Узбекистана, занимает 166 600 км² (40 % территории Узбекистана) и является крупнейшим по территории регионом Узбекистана. Площадь территории Республики Каракалпакстан составляет 166 600 км². С севера граничит с Байганинским районом Актюбинской области Казахстана, а также с Казалинским и Кармакшинским районами Кызылординской области Казахстана, с северо-запада и с запада с Каракиянским, Мангистауским и Бейнеуским районами Мангистауской области того же Казахстана, с юга с Балканским и Дашогузским велаятами Туркменистана, с юго-востока с шестью туманами Хорезмского вилаята и Бухарским вилаятом (с Пешкунским и Ромитанским туманами) Узбекистана; с востока с Учкудукским туманом Навоийского вилаята Узбекистана.
Каракалпакстан расположен на Туранской низменности. С юго-запада к нему вплотную примыкает пустыня Каракумы, на северо-западе находится плато Устюрт, а на северо-востоке — пустыня Кызылкум.
Территория Каракалпакстана включает также южную половину бывшего Аральского моря, на высохшем дне которого теперь формируется новая солончаковая пустыня Аралкум, и пересыхающие низовья реки Амударьи.
Своеобразная форма пустыни — барханные пески. Каракалпакстан является зоной экологического бедствия в связи с высыханием Аральского моря.
В Каракалпакстане пустыни занимают более 13,67 млн га (более 80 % территории). Приаралье долгое время медленно опускалось и было ареной аккумуляции осадков мезозойско-кайнозойских морей и сносимых с гор аллювиальных толщ. Это способствовало формированию обширных пластовых и аллювиальных равнин. В их строении принимают участие меловые, третичные и четвертичные отложения.
Меловые породы сложены морскими и континентальными образованиями в виде песка и глины на полуостровах Токмаката и Куланды; мысы Актумсык, Бельтау, Кусканатау, Султануиздаг и другие сложены палезойскими и мезозойскими толщами и выходами кристаллических пород. Значительно моложе в геологическом отношении северо-западные части пустыни (плато Устюрт — позднетретичного возраста).

## История

### Древность и раннее Средневековье в составе Хорезма

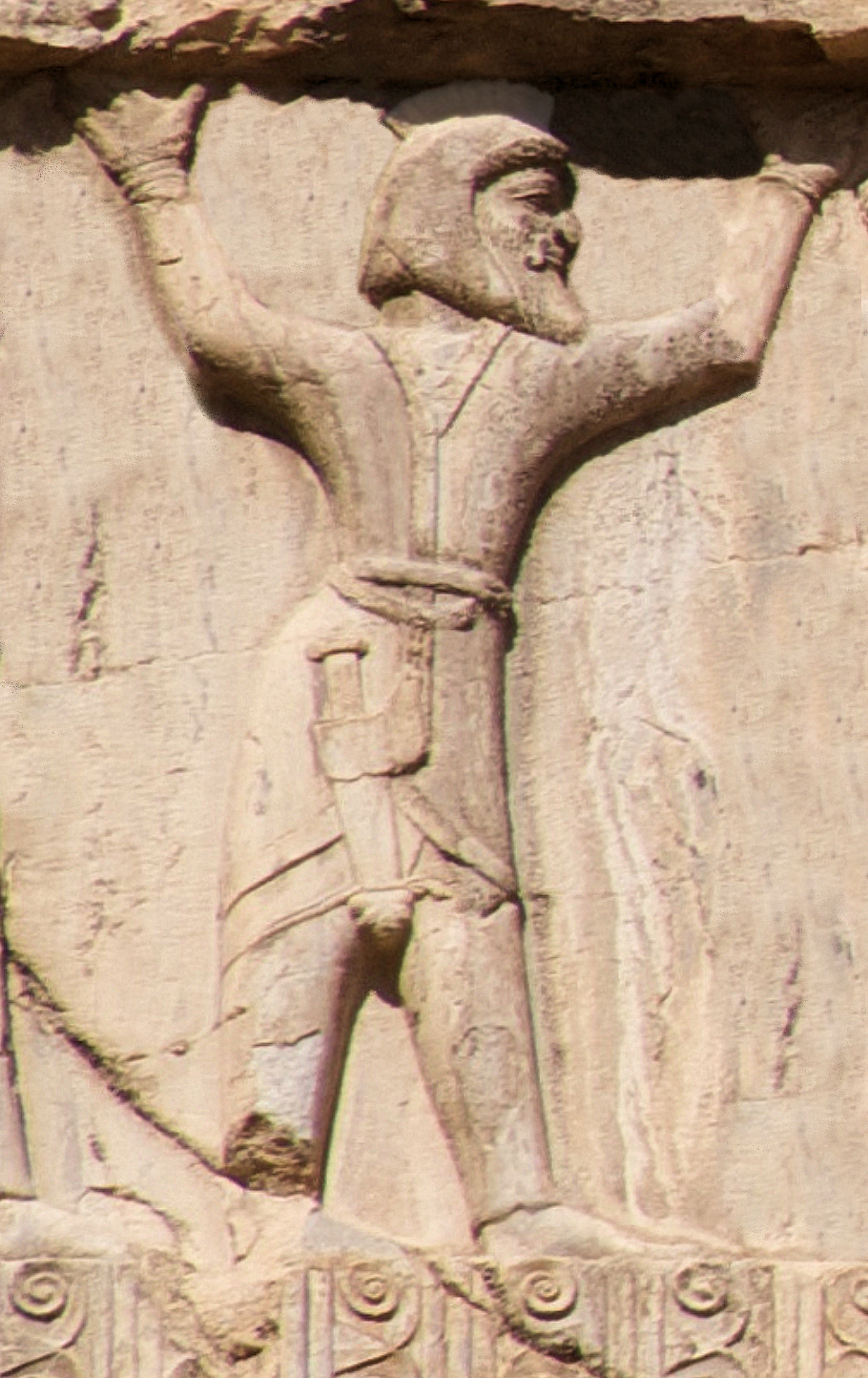
Хорезмийский солдат на службе у Ахеменидов 470 г. до н. э.

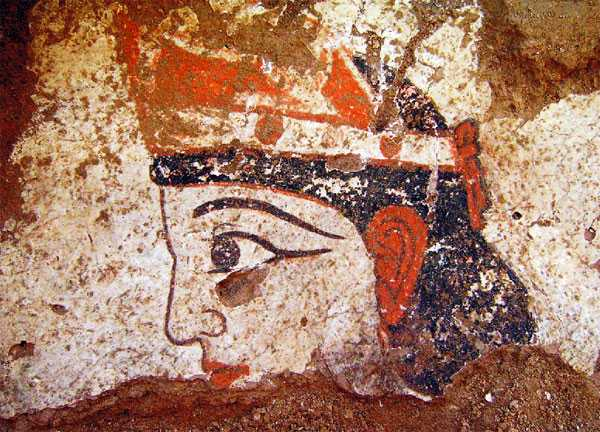
Фрагмент хорезмийской фрески V—III века до н. э.

Согласно историческим источникам, люди на территории современного Каракалпакстана проживали уже в эпоху неолита.
В древности эта территория вместе с современной Хорезмской областью и прилегающими районами Туркменистана составляла Хорезм.
Территория современной Республики Каракалпакстан является своего рода «археологическим заповедником», в котором сейчас насчитывается свыше 300 археологических объектов.
На территории Каракалпакской АССР в районе старого русла Акчадарьи в 1954 году Хорезмской экспедицией был найден большой могильник Кокча 3.
На территории правобережной Амударьи С. П. Толстов выделил две культуры эпохи бронзы: тазабагъябскую и суярганскую, которые в течение длительного времени существовали одновременно. Могильник датируется XIII—XI веками до н. э. и относится к времени, когда стоянки двух различных культур сосуществовали.
Это свидетельствует и о разнородном этническом составе. Преобладание тазабагъябского элемента в культуре стоянки Кокча 3 позволило С. П. Толстову отнести этот памятник к тазабагъябской культуре и провести параллели с андроновской культурой северного Казахстана и южного Зауралья, и срубно-хвалынской культурой Поволжья.
Происхождение суярганской культуры, в свою очередь, связывается с южными районами Центральной, а также, возможно, и Передней Азии или Северной Индии.
Суярганские племена принадлежали, возможно, к индодравидоидному типу, распространённому в древности значительно шире — от Индии до Передней Азии.
На территории современного Каракалпакстана с древней эпохи (VI в. до н. э.) до 1924 года существовал древний регион и государство — Хорезм.
Геродот в «Истории» сообщает, что Хорезм входил в 16-ю сатрапию персидской империи, а также о том, что хорезмийцы принимали участие в походе Ксеркса 480 года до н. э. на Грецию. Хорезмийцы принимали участие в строительстве столицы Ахеменидской империи — Персеполь. Воины-хорезмийцы служили в ахеменидском войске в разных частях империи. Один из них, по имени Даргоман, упоминается в Верхнем Египте. На Бехистунской скале сохранились изображения древних хорезмийцев. Ещё до походов Александра Македонского в Среднюю Азию Хорезм в конце V в. до н. э. обрёл независимость от Ахеменидов.
В V веке до н. э. на основе арамейского письма была разработана хорезмийская письменность. На месте древнего городища Топрак-кала археологи обнаружили остатки архива документов на хорезмийском языке. Хорезмийское письмо использовалось до VIII века. Основной религией древних хорезмийцев был зороастризм. При археологических исследованиях памятников древнего Хорезма были найдены оссуарии — глиняные ящики для захоронения костей умерших людей.
Из древнейших царей Хорезма пока известны имена правителей, выпускавших свои монеты. Это Артав, правитель I века н. э. Из последующих царей известен Артрамуш конец II — начало III века н. э. Вазамар, вторая половина III века н. э. и др.
Согласно источникам в I веке н. э. была введена хорезмийская эра и введён новый календарь. По словам великого хорезмийского учёного Абу Рейхана аль-Бируни (973—1048) впервые хорезмийское летоисчисление было введено в XIII веке до н. э.
Предполагают, что с середины I века н. э. до конца II века Хорезм был под влиянием Кушанского царства. Для этого периода характерны крепости, воздвигнутые центральным правительством и занятые гарнизонами постоянного войска. В начале IV века, при падишахе Африге, столицей Хорезма становится город Кят. В последующую эпоху, между IV и VIII веками, города Хорезма приходят в запустение. Теперь Хорезм — это страна многочисленных замков аристократии и тысяч укреплённых крестьянских усадеб. С 305 по 995 год Хорезмом правила династия Афригидов, представители которой носили титул хорезмшах. Между 567—658 годами Хорезм был в определённой зависимости от Тюркского каганата. В китайских источниках упоминался под названием Хусыми (呼似密).

### IX—XV вв в составе Хорезма, Золотой Орды и государства Тимуридов
Хорезмийская культура оказала влияние на формирование государственной и денежной системы государства огузов, образовавшегося в первой половине IX в. Надписи на монетах огузов относились к хорезмийскому алфавиту.
В X веке начинается новый расцвет городской жизни Хорезма. Арабские источники рисуют картину исключительной экономической активности Хорезма в X веке, причём ареной деятельности хорезмийских купцов становятся окружающие степи Туркменистана, западного Казахстана, а также Поволжье — Хазария и Булгария, и обширный славянский мир Восточной Европы.
В 1219—1221 годах монголы Чингисхана разгромили государство Хорезмшахов. Хорезмшах Ала ад-Дин Мухаммед II потерпел поражение. Под натиском монголов пали все крупные хорезмские города. Все они были подвергнуты разрушению, а множество хорезмийцев уничтожено.
Потом монголы свернули реку амударья в сторону гоне-ургенча и Каспия, после этого Аральское море обмелеет и каракалпакам приходиться покинуть родные земли.

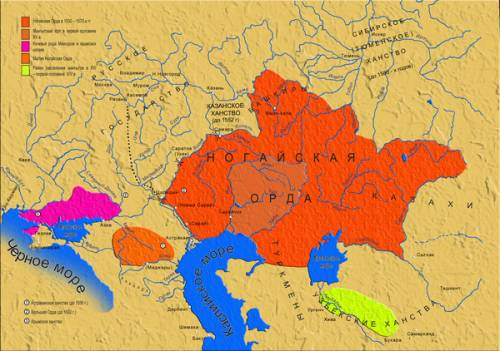
Ногайская Орда

История каракалпаков начинается с Ногайского ханства, образованного в конце XIV века под руководством Едигея (Идигу), предводителя ногайцев (мангытов). После гибели Едигея в 1419 году борьба за трон усилилась, и ханство потеряло силу. Во второй половине XVI века Ногайское ханство разделилось на три части — Алтыульская Орда (Орда шести улусов), Малая орда и Большая Ногайская Орда.

### В XVI—XVIII века в составе Хорезма
Нижние каракалпаки обосновались на свободных землях между Сырдарьёй и Амударьёй и занимались здесь земледелием, орошая их водами из Кувандарьи.
В XVII—XVIII веках основную политическую силу в Хивинском ханстве составляли узбекские племена: кунграты (узбеки), найманы, кияты, мангыты, нукузы, канглы и кипчаки. В борьбе за власть во второй половине XVIII века победу одержало узбекское племя кунграт.
В 1512 году династия Арабшахидов, отпавших от Шибанидов, стала во главе самостоятельного ханства в Хорезме. Правление известного хана-историка Абулгази (1643—1663), и его сына и наследника Ануша-хана были периодами относительной политической стабильности и экономического прогресса. Были предприняты широкомасштабные ирригационные работы, и новые орошаемые земли делились между узбекскими племенами, которые становились все более оседлыми. Хорезм ввиду скудости собственных экономических ресурсов вёл войны с Бухарой и Сефевидами, а туркмены государства совершали набеги на Хорасан.
Последним представителем династии Шибанидов-Арабшахидов, правившим в Хорезме, был Ильбарс-хан II, убитый Надир-шахом в 1740 году.
В начале XVII века ногайцы были разбиты калмыками, захватившими районы Волги и Яика. Ногайцы были вынуждены переселиться в Крымское ханство, а каракалпаки, вошедшие в состав Алтыульской Орды (Орды шести улусов), ушли в Приаралье и в берега Сырдарьи и обосновались там. В общественной жизни каракалпаков важная роль отводилась бекам и батырам (военачальникам). Беки были руководителями каракалпакских родов: они решали проблемы, связанные с правом и хозяйством.
К началу XVIII века каракалпаки, живущие на берегах Сырдарьи, стремились к объединению, важную роль в котором сыграли Кучукхан, султаны Табурчак и Гаиб. В 1723 году, когда калмыки захватили среднюю часть Сырдарьи, каракалпаки вновь были вынуждены бежать и разделились на две группы. Первая группа ушла к верхнему течению Сырдарьи в сторону Ташкента, а вторая группа обосновалась по нижнему течению Сырдарьи. Таким образом, каракалпаки разделились на «верхних» и «нижних».
В 1763 году к власти в Хорезме (в российской историографии называлось Хивинским ханством) пришёл представитель узбекского рода кунграт Мухаммад Амин, имевший титул инака.
Мухаммад Амин проводил политику по восстановлению экономики страны после тяжёлого кризиса середины XVIII века. В период его правления в Хорезме проводились большие ирригационные работы. Проводя жёсткую внутреннюю политику, он, хотя вначале испытывал большие трудности и неудачи, но постепенно смог установить относительный мир и политическую стабильность в государстве. По данным историка Агахи, Мухаммад Амин позволил поселиться в пределах государства большой группе каракалпаков.
Он смог предотвратить два вторжения: из Бухарского эмирата в 1782 году и со стороны кочевых туркменских племён в 1770 году.
В 1790 году к власти в Хорезме (в российской историографии называлось Хивинским ханством) пришёл представитель узбекского рода кунграт сын Мухаммад Амин-бий инака Аваз инак. Аваз продолжал политику по восстановлению экономики страны. В период его правления в Хорезме проводились большие ирригационные работы. В государстве сохранялся относительный мир и политическая стабильность.
Аваз инаку пришлось воевать с аральскими племенами, которые постоянно восставали против власти Хивы. В 1793 году восстание возглавили братья Ходжа Мурад Суфи (Хожамурат) и Тюра Мурад Суфи (Торемурат) (выходцы из узбекского рода кунграт, к которому принадлежали и хивинские правители). Восстание было подавлено, однако аральские племена были окончательно покорены лишь при правлении Мухаммада Рахим-хана I (1806—1825).

### В составе Хивинского ханства (1811—1920)
Нижние каракалпаки обосновались на свободных землях между Сырдарьёй и Амударьёй и занимались здесь земледелием, орошая их водами из Кувандарьи и Жанадарьи.
В XVII—XVIII веках основную политическую силу в Хивинском ханстве составляли узбекские племена: кунграты (узбеки), найманы, кияты, мангыты, нукузы, канглы и кипчаки. В борьбе за власть во второй половине XVIII века победу одержало узбекское племя кунграт.
При правлении Мухаммад Рахим-хан I усилилась централизация государства. Он завершил борьбу за «собирание» земель вокруг Хивы. В 1808—1809 годах был совершён поход на човдуров. В 1811 году были окончательно покорены каракалпаки и аральские племена. После покорение каракалпаков Мухаммед Рахим-Хан издал указ о созданий Каракалпакского Улуса. В 1812—1813 годах были покорены казахи низовьев Сырдарьи. В 1820-х годах был покорён Мерв.
Первое крупное восстание каракалпаков в составе Хивинского ханства произошло в 1827 году. Восстание под руководством Айдос-Бия было подавлено. 
При правлении Аллакули-хана продолжалась политика по усилению централизации государства. В 1828 году было подавлено восстание племён сарыков. Аллакули-хан продолжал политику по восстановлению экономики страны. В период его правления в Хорезме проводились большие ирригационные работы. В 1830—1831 годах был построен канал к Куня-Ургенчу.
В 1845 году после смерти Рахимкулихана (1842—1845) к власти в Хивинском ханстве пришёл его брат Мухаммад Амин-хан. При правлении Мухаммад Амин-хана (1845—1855) усилия центральной власти по усмирению кочевых племён имели некоторый успех. Мухаммад Амин-хан предпринял более десяти походов на Мерв и Хорасан.
В декабре 1846 года в Оренбург прибыли посланники Хивы — Клыч Ниязмухаммедов и Шукруллабай Мискинов. 9 марта 1847 года они прибыли в Санкт-Петербург. Послы поставили вопрос о срытии Раимского укрепления, построенного Россией близ устья Сырдарьи, на что Николай I ответил отказом. 1847—1848 годы прошли в мелких военных столкновениях хивинских отрядов с царскими военными частями. Не добившись успеха, Мухаммад Амин-хан вновь перешёл на мирный путь решения вопроса. В 1850 году в Санкт-Петербурге побывал хивинский посол Ходжа Мехрем Аллабердыев. Тем не менее, все переговоры по поводу укрепления закончились ничем.
В 1855 году хивинский правитель Мухаммад Амин-хан погиб в битве близ Серахса. После его смерти власть в Хорезме перешла к Абдулла-хану (1855), который, однако через шесть месяцев тоже погиб в борьбе с кочевыми племенами. Затем на престол взошёл Кутлуг Мурад-хан. Он был убит в результате покушения. 
В 1856 году после его смерти к власти в Хивинском ханстве пришёл сын Мухаммада Рахим-хана I Саид Мухаммад-хан (1856—1864). Он навёл порядок в государстве и предотвратил нападения кочевых племён. 
Ему удалось подавить и начавшееся в 1858 году восстание каракалпаков и казахов, которые убили хивинских сборщиков налогов и провозгласили внука старшины Торе Мурадсуфи, Мухаммед Фена (Пана), независимым правителем. Восставшие запросили помощь русского правительства, и посланная им Аму-Дарьинская флотилия способствовала снятию осады Кунграда. Однако в дальнейшем в результате заговора Мухаммед Пана был убит, а восстание подавлено.
До 1873 года — в составе Хивинского ханства, затем — в Амударьинском отделе Сырдарьинской области.
После установления советской власти в 1918 году — в составе Хорезмской Народной Советской республики и Туркестанской АССР.

### Советский период

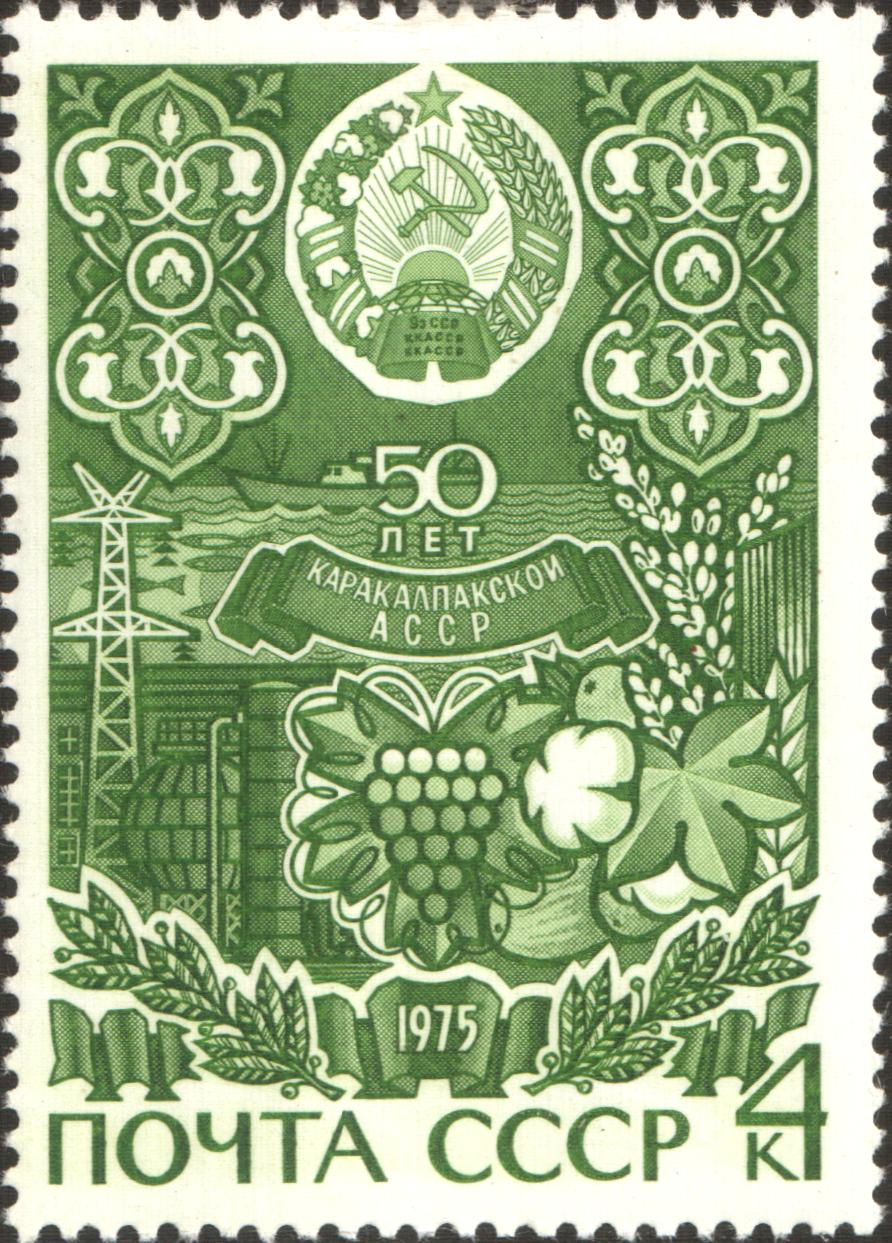
Марка «50 лет Каракалпакской АССР». Почта СССР, 1975 год.

В 1924 году была образована Кара-Калпакская автономная область с центром в городе Турткуль, занимавшая территорию Амударьинской области Туркестанской АССР и Ходжейлийского и Кунградского районов Хорезмской Социалистической Советской Республики.
12-19 февраля 1925 года проходил I Учредительный съезд дехканских, батрацких и красноармейских депутатов, на котором 16 февраля была официально учреждена Кара-Калпакская автономная область в составе Киргизской АССР (1920—1925) (позже переименованной в Казахскую АССР).
20 июля 1930 года Кара-Калпакская автономная область была выведена из состава Казахской АССР и перешла в непосредственное подчинение РСФСР.

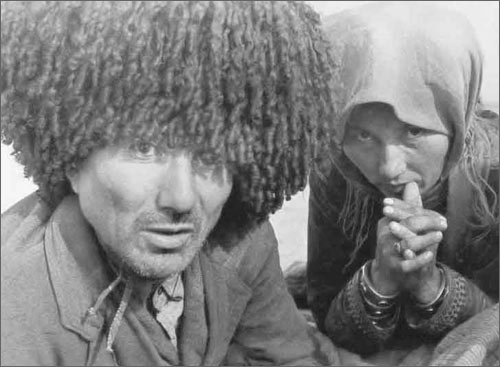
Кочевники-каракалпаки. 1932 год.

20 марта 1932 года АО была преобразована в Кара-Калпакскую АССР в составе РСФСР, а столицей ККАССР стал город Нукус.
5 декабря 1936 года Кара-Калпакская АССР (ККАССР) вошла в состав Узбекской ССР. В 1964 году переименована в Каракалпакскую АССР (ККАССР).
В 1980-х годах на северо-западе Каракалпакской АССР (в окрестностях посёлка Жаслык) действовал военный полигон «Восьмая станция химической защиты», предназначенный для испытания химического оружия и средств защиты от него.
Полигон использовался военнослужащими из расквартированных в Нукусе войсковых частей: испытательный химический полк (в/ч 44105) и центр по разработке средств защиты от химического оружия (в/ч 26382). Полигон был закрыт в начале 1990-х годов, а войсковые части были выведены в Россию.
С 1942 по 1992 годы на острове Возрождения в Аральском море (на части территории острова, входящей в Муйнакский район Каракалпакстана) действовал военный биохимический полигон с условным наименованием «Бархан». Его официальное название — 52-я полевая научно-исследовательская лаборатория (ПНИЛ-52).
14 декабря 1990 года (позже Казахстана и Узбекистана, но раньше Киргизии) на сессии Верховного совета Каракалпакской АССР была подписана Декларация о государственном суверенитете, предполагавшая полную независимость государства, которой можно было достигнуть через проведение общереспубликанского референдума.
9 января 1992 года преобразована в Республику Каракалпакстан. В 1993 году подписан межгосударственный договор сроком на 20 лет о вхождении Республики Каракалпакстан в состав Узбекистана.
В договоре закреплено право выхода Суверенной республики из Узбекистана путём проведения референдума.

Жокаргы Кенес. Парламент Республики Каракалпакстан.

### В составе Республики Узбекистан
После распада СССР и обретения независимости Узбекистаном Каракалпакстан оказался в составе Республики Узбекистан — преемницы Узбекской ССР. Как и Узбекистан, Каракалпакстан после 31 августа 1991 года сменил своё название с Каракалпакской АССР на Республику Каракалпакстан, у которой был свой президент Даулетбай Шамшетов Нуратдинович, но его сверг клан Камаловых вместе с Республиканским прокурором Амином Тажиевом, фактически имея относительную самостоятельность в своих делах от Узбекистана до января 1993 года. Высшим законодательным органом республики был Верховный Совет Республики Каракалпакстан, а высшим исполнительным органом Совет министров Республики Каракалпакстан.
11 ноября 1991 года Верховным Советом Республики Каракалпакстан была учреждена должность президента Республики Каракалпакстан. Первым и последним человеком, занимавшим эту должность является Даулетбай Нуратдинович Шамшетов, который являлся президентом Каракалпакстана до 20 июня 1992 года. После этого должность президента была упразднена и в качестве руководителя республики был определён председатель Верховного Совета (впоследствии жокаргы кенеса) Республики Каракалпакстан.
14 декабря 1992 года Верховным Советом Республики Каракалпакстан был принят Государственный флаг Республики Каракалпакстан. 9 января 1993 года между руководством Республики Каракалпакстан и Республики Узбекистан был подписан межгосударственный договор «О вхождении Республики Каракалпакстан в состав Республики Узбекистан». 9 апреля 1993 года Верховным Советом Республики Каракалпакстан была принята Конституция Республики Каракалпакстан. В тот же день был принят Государственный герб Республики Каракалпакстан, а 24 декабря 1993 года принят Государственный гимн Республики Каракалпакстан.
В 2022 году после вынесения на общественное обсуждение проекта новой редакции Конституции Узбекистана, в которой из описания статуса Республики Каракалпакстан удалено слово «суверенная», а также убрано упоминание о праве республики на отделение от Узбекистана, в республике начались протесты.

## Политический статус

### Статус в Конституции Узбекистана
Глава ХVII Конституции Республики Узбекистан посвящена статусу Каракалпакстана, в частности статья 85-я гласит: «Суверенная Республика Каракалпакстан входит в состав Республики Узбекистан. Суверенитет Республики Каракалпакстан охраняется Республикой Узбекистан». Согласно статье 90-й, «Взаимные отношения Республики Узбекистан и Республики Каракалпакстан в рамках Конституции Республики Узбекистан регулируются договорами и соглашениями, заключенными Республикой Узбекистан и Республикой Каракалпакстан».
Согласно 22-й статье Конституции Узбекистана, «Гражданин Республики Каракалпакстан является одновременно гражданином Республики Узбекистан».

### Статус в Конституции Республики Каракалпакстан
Каракалпакстан, согласно статье 1-й Конституции Республики Каракалпакстан, есть «суверенная демократическая республика, входящая в состав Республики Узбекистан» и обладает правом выхода из неё на основании всеобщего референдума народа Каракалпакстана.
Декларация о государственном суверенитете Республики Каракалпакстан была принята и подписана Верховным Советом Каракалпакской АССР 14 декабря 1990 года. 9 апреля 1993 года Верховным Советом Республики Каракалпакстан была принята Конституция Республики Каракалпакстан.

### Статус в декларации независимости Республики Узбекистан
Суверенитет Каракалпакской Автономной Советской Социалистической Республики обеспечивается Конституцией Автономной республики. Узбекская ССР защищает интересы Каракалпакской АССР в соответствии с её Основным Законом и Конституцией Узбекской ССР.

### Статус в ст. 17 в законе Об основах государственной независимости Республики Узбекистан
Республика Узбекистан признает территориальную целостность и суверенитет Республики Каракалпакстан в составе Республики Узбекистан. Взаимоотношения между Республикой Узбекистан и Республикой Каракалпакстан строятся на основе равноправия, посредством двусторонних договоров и соглашений между ними.
За Республикой Каракалпакстан сохраняется право свободного выхода из Республики Узбекистан в соответствии с законодательством.

## Административно-территориальное деление
Республика Каракалпакстан самостоятельно решает вопросы своего административно-территориального устройства.
Административным центром Каракалпакстана является город Нукус.

### История
В 1931 году Каракалпакская АО делилась на 11 районов:
- Кара-Узякский, центр — кишлак Кара-Узяк;
- Кегейлийский, центр — кишлак Нукус (кишлак Кегейли);
- Кипчакский, центр — кишлак Кипчак;
- Кунградский, центр — посёлок Кунград;
- Муйнакский, центр — село Муйнак;
- Тамдынский, центр — аул Тамды-Булак;
- Тахтакупырский, центр — кишлак Тахтакупыр;
- Турткульский, центр — город Турткуль (село Шурахан);
- Ходжейлинский, центр — посёлок Ходжейли;
- Чимбайский, центр — город Чимбай;
- Шабазский, центр — кишлак Шейх-Абаз.

В 1936 году образован Куйбышевский район. В 1943 году Тамдынский район был передан в состав Бухарской области.
В 1950 году был образован Шуманайский район, а в 1952 — Кенесский. В 1957 году началось укрупнение районов. Первыми были упразднены Кенесский и Кипчакский районы.
В том же году был образован Амударьинский район, а Шаббазский район был переименован в Бирунинский. В 1959 году были упразднены Кара-Узякский и Куйбышевский районы.
В 1963 году упразднены Бирунийский, Кунградский, Муйнакский, Тахта-Купырский и Шуманайский районы.
Одновременно был образован Муйнакский промышленный район, но уже в следующем году он был преобразован в «обычный» район.
В 1964 году началось постепенное увеличение числа районов. Так, в 1964 году были образованы Бирунийский и Кунградский районы, в 1965 — Тахтакупырский, в 1967 — Шуманайский, в 1968 — Нукусский, в 1970 — Ленинабадский (ныне — Канлыкульский), в 1975 — Караузякский, в 1977 — Элликкалинский, а в 1979 — Бозатауский район.
Бозатауский район упразднялся в 1988 году, но в 1990 году он был восстановлен. В 2004 году район повторно упразднён, а в 2019 году заново восстановлен. 9 августа 2017 года был образован Тахиаташский район путём выделения части Ходжейлийского района.

### Современное административное деление

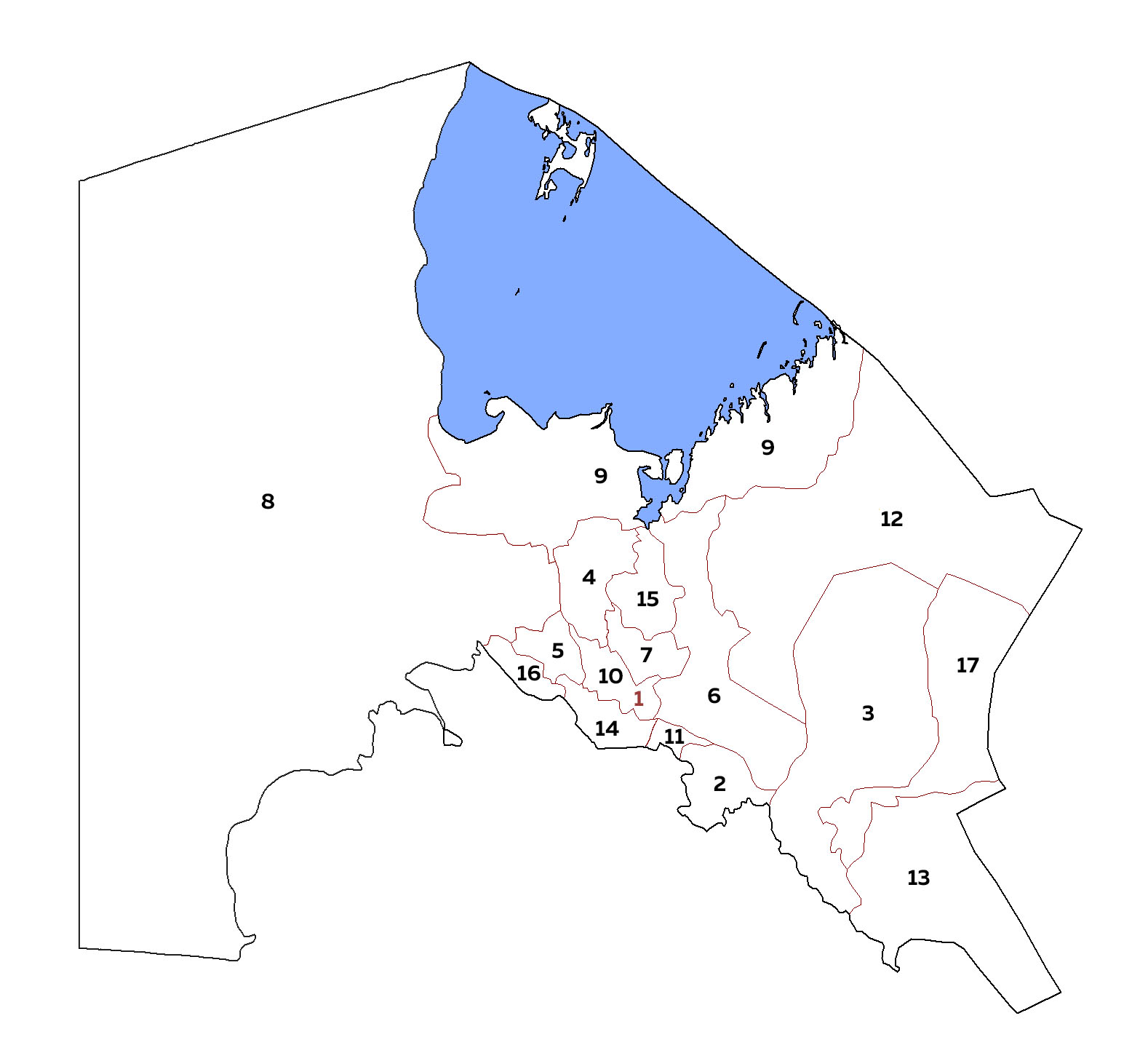
Административное деление Каракалпакстана.

В Республика Каракалпакстан состоит из 16 районов и города республиканского значения Нукуса, административный статус которого приравнен к статусу района, имеется 12 городов и 25 городских посёлков. Государственная власть в каждом районе представлена хакимом.
Современное административное деление:
| №  | Район          | Каракалпакское название | Узбекское название | Административный центр | Площадь, тыс. км2 | Население на 1 января 2014 г., тыс. чел. | Население на 1 января 2019 г., тыс. чел. | Плотность населения (чел) на 1 января 2019 г., (на 1 км²) |
| -- | -------------- | ----------------------- | ------------------ | ---------------------- | ----------------- | ---------------------------------------- | ---------------------------------------- | --------------------------------------------------------- |
| 1  | Нукус          | Nókis                   | Nukus              |                        | 0,22              | 295,2                                    | 315,1                                    | 1432,2                                                    |
| 2  | Амударьинский  | Ámiwdárya               | Amudaryo           | Мангит                 | 1,02              | 179,1                                    | 195,2                                    | 191,4                                                     |
| 3  | Берунийский    | Beruniy                 | Beruniy            | Беруни                 | 3,95              | 170,3                                    | 187,6                                    | 47,5                                                      |
| 4  | Бозатауский    | Bozataw                 | Boʻzatov           | Бозатау                | 2,04              | —                                        | 21,6                                     | 21,0                                                      |
| 5  | Канлыкульский  | Qanlıkól                | Qanlikoʻl          | Канлыкуль              | 0,74              | 46,9                                     | 50,3                                     | 68,0                                                      |
| 6  | Караузякский   | Qaraózek                | Qoraoʻzak          | Караузяк               | 5,89              | 49,6                                     | 52,4                                     | 8,9                                                       |
| 7  | Кегейлийский   | Kegeyli                 | Kegeyli            | Кегейли                | 0,92              | —                                        | 77,2                                     | 83,5                                                      |
| 8  | Кунградский    | Qońırat                 | Qoʻng’irot         | Кунград                | 76,0              | 120,1                                    | 128,3                                    | 1,7                                                       |
| 9  | Муйнакский     | Moynaq                  | Moʻynoq            | Муйнак                 | 37,88             | 29,4                                     | 31,3                                     | 0,8                                                       |
| 10 | Нукусский      | Nókis                   | Nukus              | Акмангит               | 0,94              | 44,4                                     | 49,1                                     | 52,2                                                      |
| 11 | Тахиаташский   | Taqıyatas               | Taxiatosh          | Тахиаташ               | 0,18              | —                                        | 72,8                                     | 404,4                                                     |
| 12 | Тахтакупырский | Taxtakópir              | Taxtakoʻpir        | Тахтакупыр             | 21,12             | 38,7                                     | 39,9                                     | 1,9                                                       |
| 13 | Турткульский   | Tórtkúl                 | Toʻrtkoʻl          | Турткуль               | 7,48              | 192,6                                    | 210,3                                    | 28,1                                                      |
| 14 | Ходжейлийский  | Xojeli                  | Xoʻjayli           | Ходжейли               | 0,55              | —                                        | 121,2                                    | 220,4                                                     |
| 15 | Чимбайский     | Shımbay                 | Chimboy            | Чимбай                 | 1,44              | 108,3                                    | 111,3                                    | 36,3                                                      |
| 16 | Шуманайский    | Shomanay                | Shumanoy           | Шуманай                | 0,78              | 53,1                                     | 55,6                                     | 71,3                                                      |
| 17 | Элликкалинский | Ellikqala               | Ellikqalʼa         | Бустан                 | 5,42              | 140,5                                    | 156,0                                    | 28,8                                                      |

## Руководство
Республика Каракалпакстан, кроме основных государственных символов Узбекистана, также имеет свою государственную символику: флаг, герб и гимн. У республики также имеется своя конституция, правительство в лице Совета министров Республики Каракалпакстан и республиканский парламент Жокаргы Кенес Республики Каракалпакстан.
Руководителем республики является председатель Жокаргы Кенеса Республики Каракалпакстан. Руководителем Правительства Республики Каракалпакстан является председатель Совета министров РК. Государственной валютой является узбекский сум.
В соответствии со статьёй 74 главы XVII конституции Республики Узбекистан, Республика Каракалпакстан обладает правом выхода из состава Республики Узбекистан на основании всеобщего референдума народа Каракалпакстана.
Одним из заместителей председателя Сената Олий Мажлиса Республики Узбекистан является представитель Республики Каракалпакстан (раздел 5-й, глава XVIII, статья 86 Конституции Республики Узбекистан).
В состав Кабинета министров входит по должности глава правительства Республики Каракалпакстан (раздел 5-й, глава XIX, статья 98 Конституции Республики Узбекистан).

### Президент Каракалпакской АССР — Республики Каракалпакстан
1. Шамшетов, Даулетбай Нуратдинович (11 ноября 1991 — 20 июня 1992)

### ПредседательЖокаргы кенеса
1. Шамшетов, Даулетбай Нуратдинович (1991)
2. Аширбеков, Уббинияз Аширбекович[32] (1992—1995, 1995—1997)
3. Камалов, Тимур Камалович (июль 1997 — 3 мая 2002)[33]
4. Ерниязов, Муса Тажетдинович (3 мая 2002 — 31 июля 2020)
5. Камалов, Мурат Каллибекович (2 октября 2020[34] — 26 августа 2022)
6. Орынбаев, Аманбай Тлеубаевич (с 26 августа 2022)

### ПредседательСовета министров
1. Таджиев Амин Хамраевич (июль 1989 — январь 1992)
2. Юлдашев, Реджепбай (1992—1995)
3. Джуманиязов, Бахрам Сатымбаевич (февраль — декабрь 1995 года)
4. Авезматов, Сапарбай (декабрь 1995—1998)
5. Таджиев Амин Хамраевич (октябрь 1998 — 7 октября 2002)[35]
6. Танирбергенов, Турсынбай Тлеубанович (2002—2006)
7. Янгибаев, Бахадир Янгибаевич (23 сентября 2006 — 13 октября 2016)[36][37]
8. Сариев, Кахраман Раматуллаевич (с 14 октября 2016)[38]

## Экономика

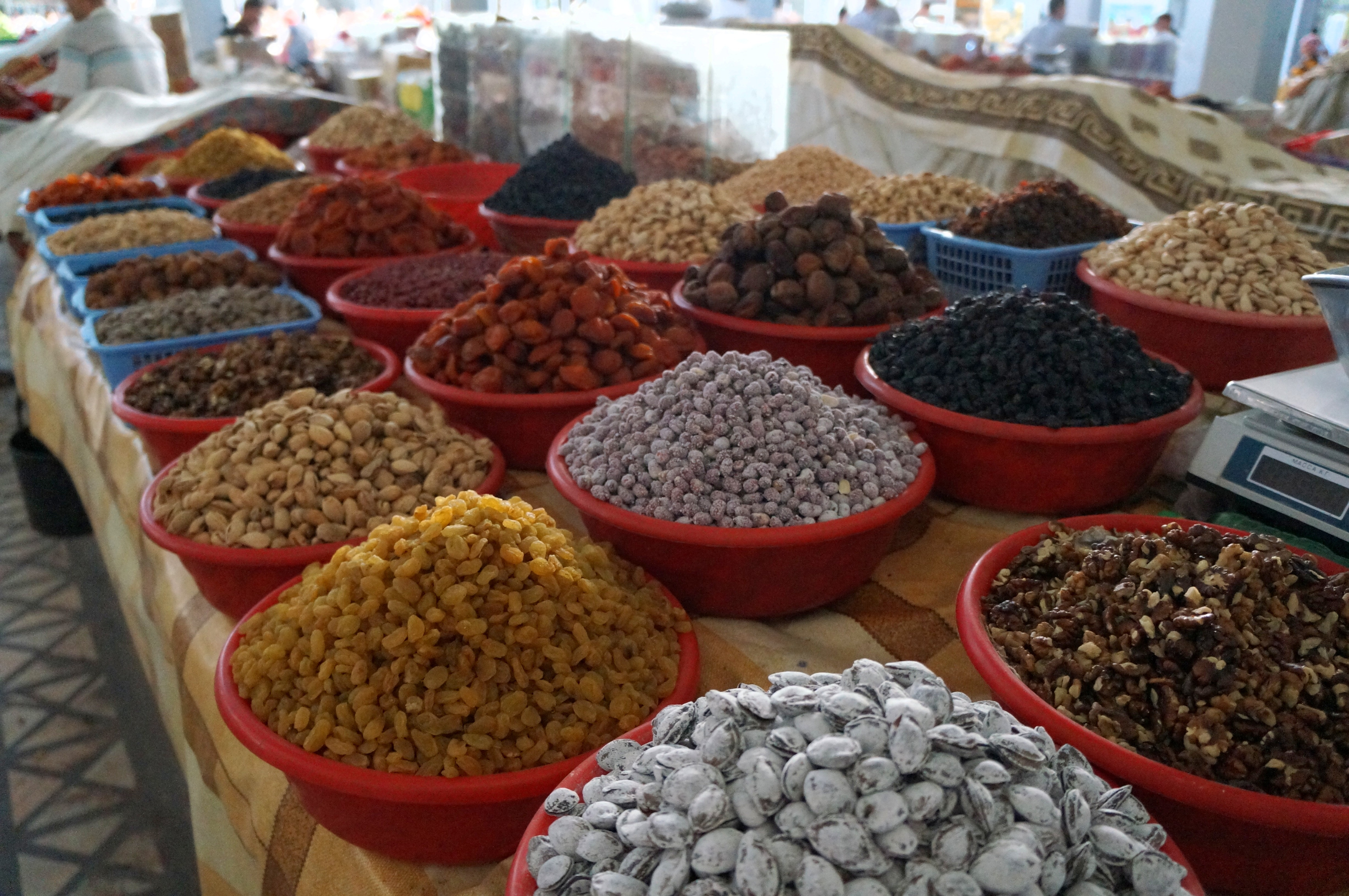
Рынок в Нукусе

Основными отраслями сельского хозяйства Республики Каракалпакстан является зерноводство (производство пшеницы и риса-сырца), хлопководство, животноводство и шелководство. Важными отраслями являются также промышленность и строительство.
С 2016 года начал работать Устюртский газохимический комплекс (ГХК), который является одним из крупнейших в мире проектов в нефтегазовой сфере. Международное издание Project Finance International признало в 2012 году проектно-финансовое соглашение по этому проекту лучшим в нефтехимическом и газохимическом секторе. Проект также удостоен международных премий «Лучшая сделка 2012 года» изданий Trade Finance Magazine и Global Trade Review. 13 марта 2014 года ещё одно международное издание Infrastructure Journal присудило проекту строительства комплекса премию «Глобальная сделка 2014 года в нефтегазовой сфере».
По предварительным данным за 2019 год, валовой региональный продукт (ВРП) Республики Каракалпакстан возрос на 6,8 % и составил 18 735,7 млрд сум. Рост ВРП обусловлен положительными темпами роста в основных отраслях экономики региона, таких как сельское, лесное и рыбное хозяйство — 106,7 % (доля в структуре ВРП — 27,3 %), промышленность — 105,0 % (31,0 %), строительство — 123,8 % (8,4 %), сфера услуг — 104,9 % (33,3 %). При этом ВРП в расчёте на душу населения составил 9 944,1 тыс. сум и вырос на 5,2 %.

## Население

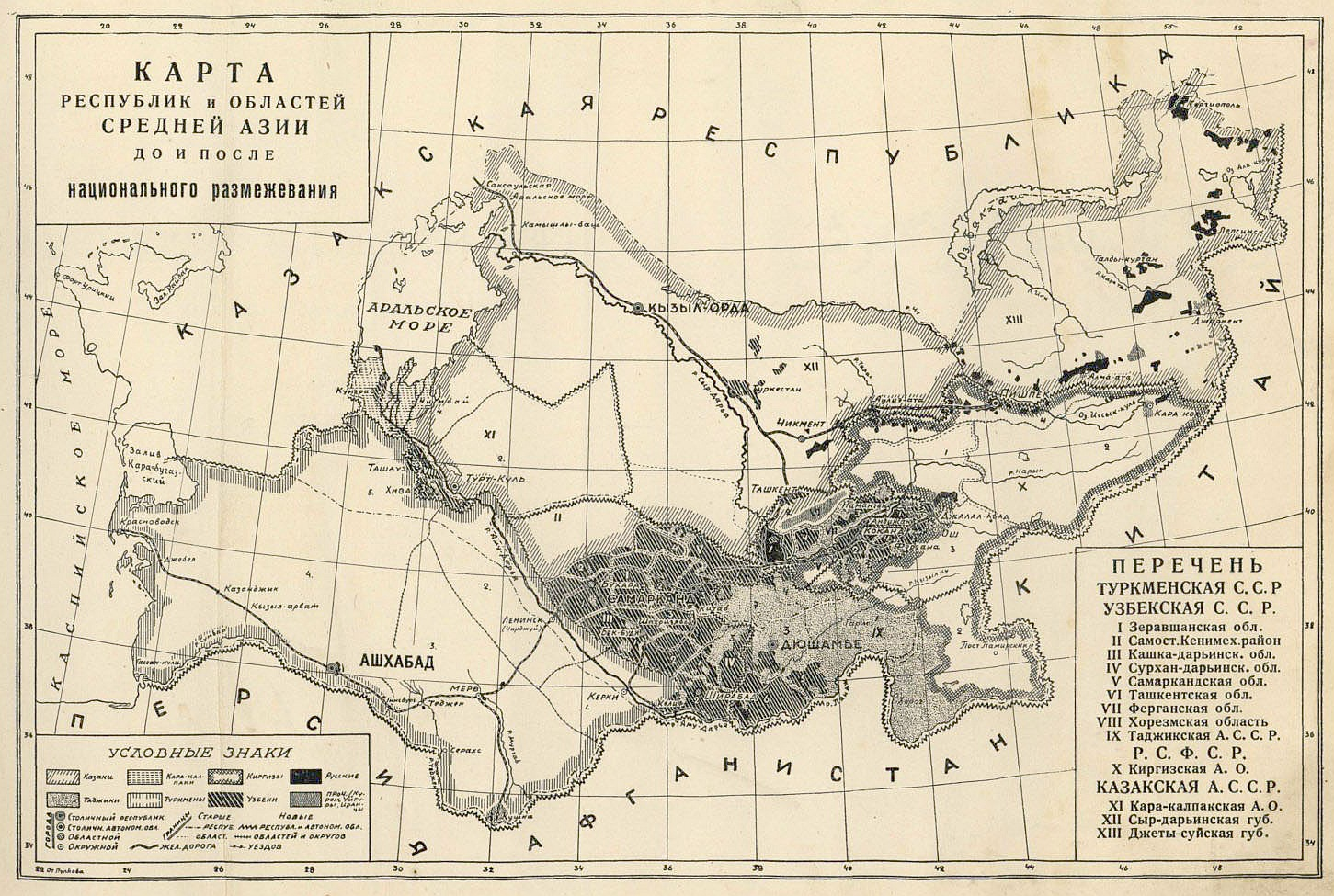
Карта национально-государственного размежевания Средней Азии

В апреле 2019 года население Каракалпакстана составляло 1,875 млн человек. По состоянию на 2024 год, население составило 2 015 000 человек.
За период январь-декабрь 2016 года показатель рождаемости составил 39 427, смертности — 8396. При этом в столице проживало 307 400 человек. По официальным данным на 2013 год, общее население — 1 711 800 человек.
Городское население на 2011 год — 49,8 %, причём региона почти не коснулся общеузбекистанский массовый перевод сёл в городские поселения (в 2008 году горожане составляли 48,5 % жителей Каракалпакстана).
В независимом Узбекистане всеобщие переписи населения никогда не проводились, текущий учёт населения производится органами ЗАГСа.

### Национальный состав
Национальный состав населения Республики Каракалпакстан на 2021 год (в списке указаны народы, численность которых в Каракалпакстане превышает тысячу человек):
- Узбеки — 777 370, или 40,4 %
- Каракалпаки — 711 452, или 36,9 % (По данным каракалпакских активистов 800 000 человек).
- Казахи — 297 083, или 15,44 %
- Туркмены — 103 627, или 5,39 %
- Татары (в основном поволжские) — 4 840, или 0,25 %
- Русские — 10 168, или 0,53 %
- Корейцы — 6 241, или 0,32 %
- Киргизы — 1 461, или 0,08 %
- Украинцы — 1 048, или 0,05 %
- Другие этносы — 10 444, или 0,54 %

Динамика численности и этнического состава населения Каракалпакстана по данным Всесоюзных переписей 1926—1989 годов:
| Национальность | 1926(чел.) | %        | 1939(чел.) | %        | 1959(чел.) | %        | 1970(чел.) | %        | 1979(чел.) | %        | 1989(чел.) | %        |
| -------------- | ---------- | -------- | ---------- | -------- | ---------- | -------- | ---------- | -------- | ---------- | -------- | ---------- | -------- |
| Всего          | 304 539    | 100,00 % | 469 702    | 100,00 % | 510 101    | 100,00 % | 702 264    | 100,00 % | 905 500    | 100,00 % | 1 212 207  | 100,00 % |
| узбеки         | 84 099     | 27,62 %  | 116 054    | 24,71 %  | 146 783    | 28,78 %  | 212 597    | 30,27 %  | 285 400    | 31,52 %  | 397 826    | 32,82 %  |
| каракалпаки    | 116 125    | 38,13 %  | 158 615    | 33,77 %  | 155 999    | 30,58 %  | 217 505    | 30,97 %  | 281 809    | 31,12 %  | 389 146    | 32,10 %  |
| казахи         | 85 782     | 28,17 %  | 129 677    | 27,61 %  | 133 844    | 26,24 %  | 186 038    | 26,49 %  | 243 926    | 26,94 %  | 318 739    | 26,29 %  |
| туркмены       | 9686       | 3,18 %   | 23 259     | 4,95 %   | 29 225     | 5,73 %   | 37 547     | 5,35 %   | 48 655     | 5,37 %   | 60 244     | 4,97 %   |
| русские        | 4924       | 1,62 %   | 24 969     | 5,32 %   | 22 966     | 4,50 %   | 25 165     | 3,58 %   | 21 287     | 2,35 %   | 19 846     | 1,64 %   |
| корейцы        |            |          | 7347       | 1,56 %   | 9956       | 1,95 %   | 8958       | 1,28 %   | 8081       | 0,89 %   | 9174       | 0,76 %   |
| татары         | 884        | 0,29 %   | 4162       | 0,89 %   | 6177       | 1,21 %   | 7619       | 1,08 %   | 7617       | 0,84 %   | 7767       | 0,64 %   |
| украинцы       | 621        | 0,20 %   | 3130       | 0,67 %   | 2201       | 0,43 %   | 2316       | 0,33 %   | 2005       | 0,22 %   | 2271       | 0,19 %   |
| башкиры        | 29         | 0,01 %   | 381        | 0,08 %   | 571        | 0,11 %   | 854        | 0,12 %   | 920        | 0,10 %   | 1090       | 0,09 %   |
| киргизы        | 277        | 0,09 %   | 181        | 0,04 %   | 177        | 0,03 %   | 400        | 0,06 %   | 1955       | 0,22 %   | 867        | 0,07 %   |
| молдаване      | 10         | 0,00 %   | 16         | 0,00 %   |            |          | 57         | 0,01 %   | 343        | 0,04 %   | 632        | 0,05 %   |
| белорусы       | 30         | 0,01 %   | 214        | 0,05 %   | 328        | 0,06 %   | 517        | 0,07 %   | 852        | 0,09 %   | 567        | 0,05 %   |
| другие         | 2072       | 0,68 %   | 1697       | 0,36 %   | 1874       | 0,37 %   | 2691       | 0,38 %   | 2650       | 0,29 %   | 4038       | 0,33 %   |

## Высшие учебные заведения Каракалпакстана
- Каракалпакский государственный университет (КГУ)
- Каракалпакский медицинский институт (КМИ)
- Нукусский государственный педагогический институт (НГПИ)
- Нукусский филиал Ташкентского университета информационных технологий (ТУИТ)
- Филиал Ташкентского государственного аграрного университета
- Филиал Государственный институт искусств и культуры